# Hibiscus liliiflorus
Hibiscus liliiflorus är en malvaväxtart som beskrevs av Antonio José Cavanilles. Hibiscus liliiflorus ingår i Hibiskussläktet som ingår i familjen malvaväxter. Inga underarter finns listade i Catalogue of Life.

## Bildgalleri

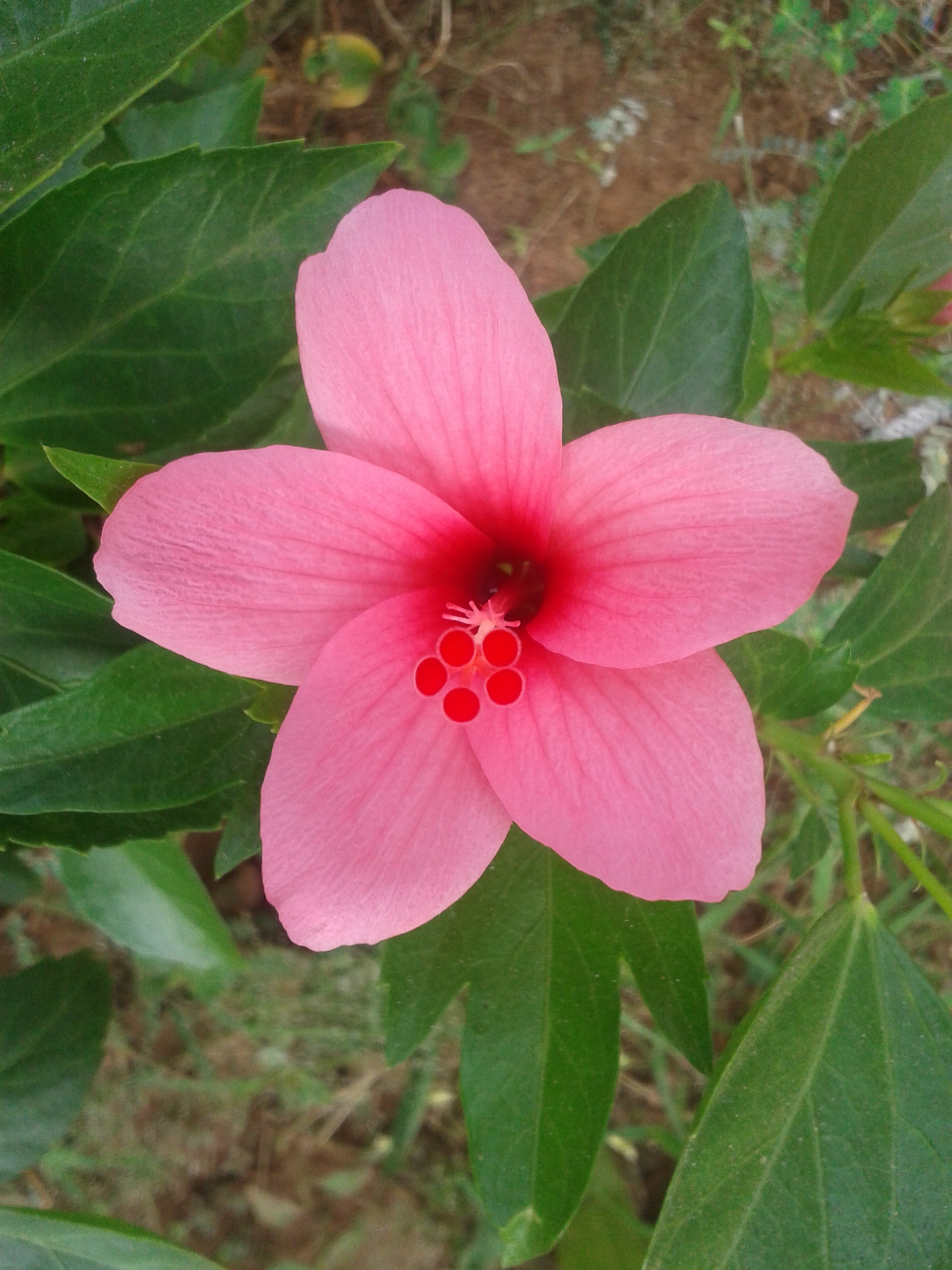
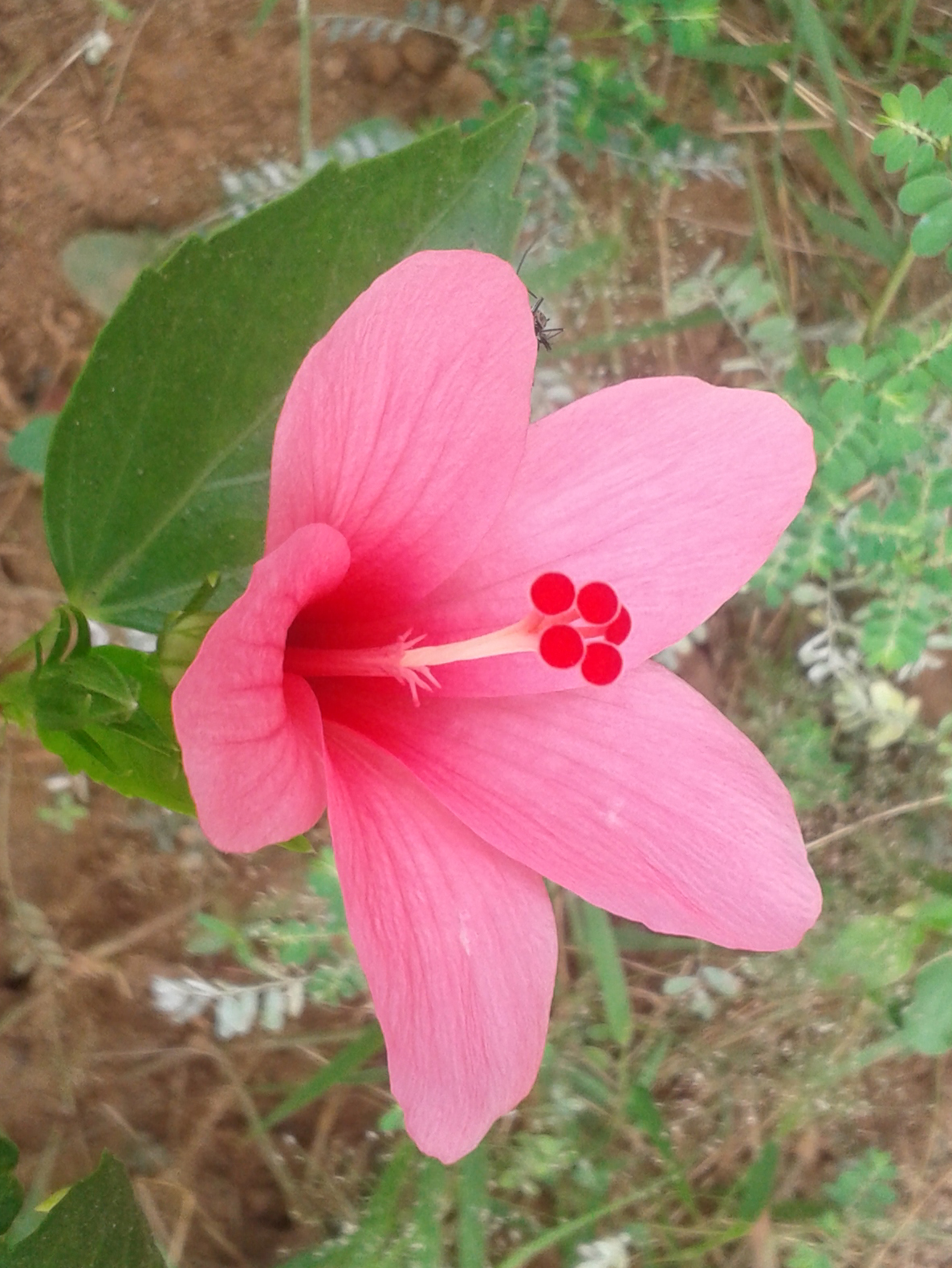
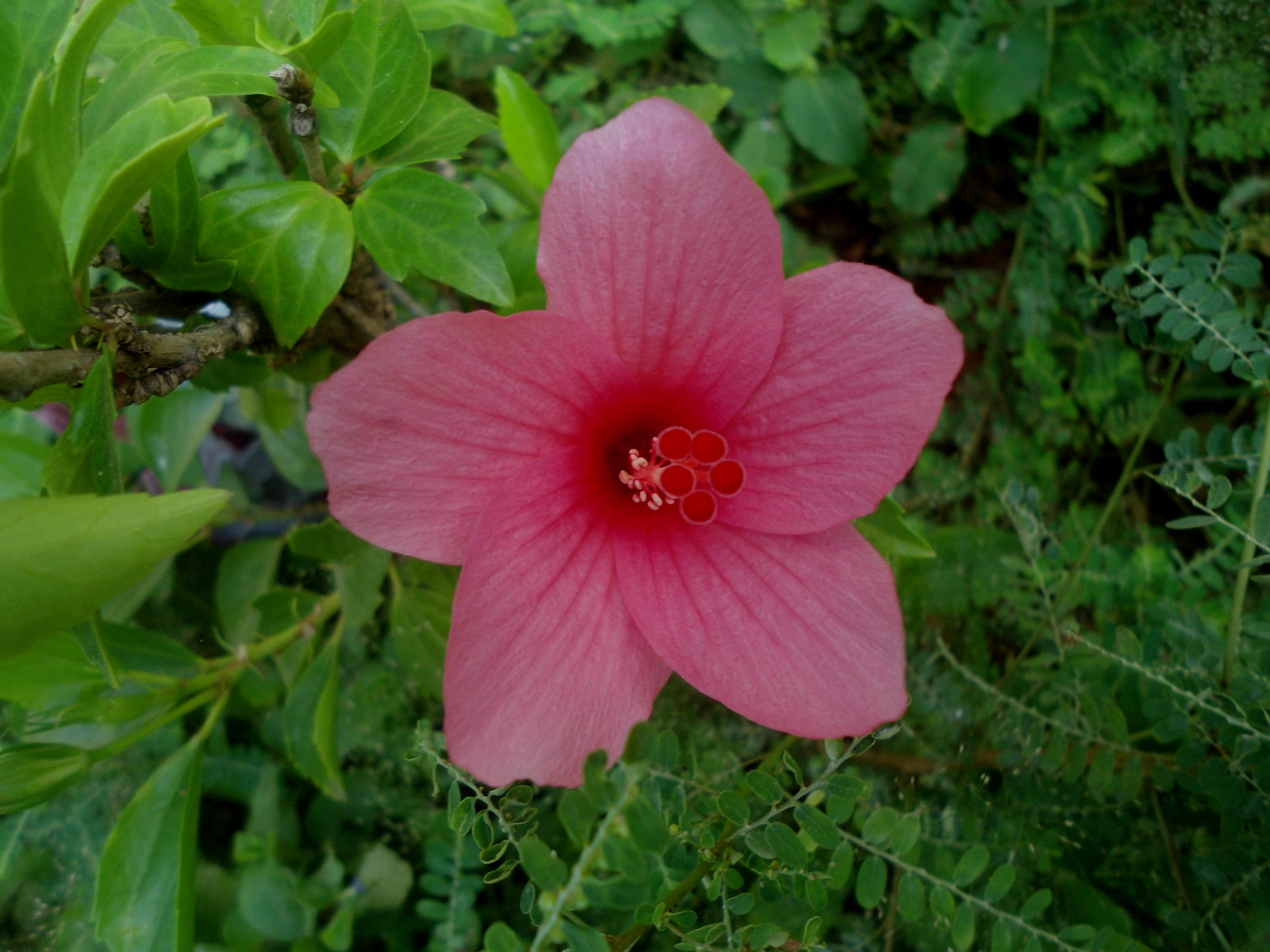
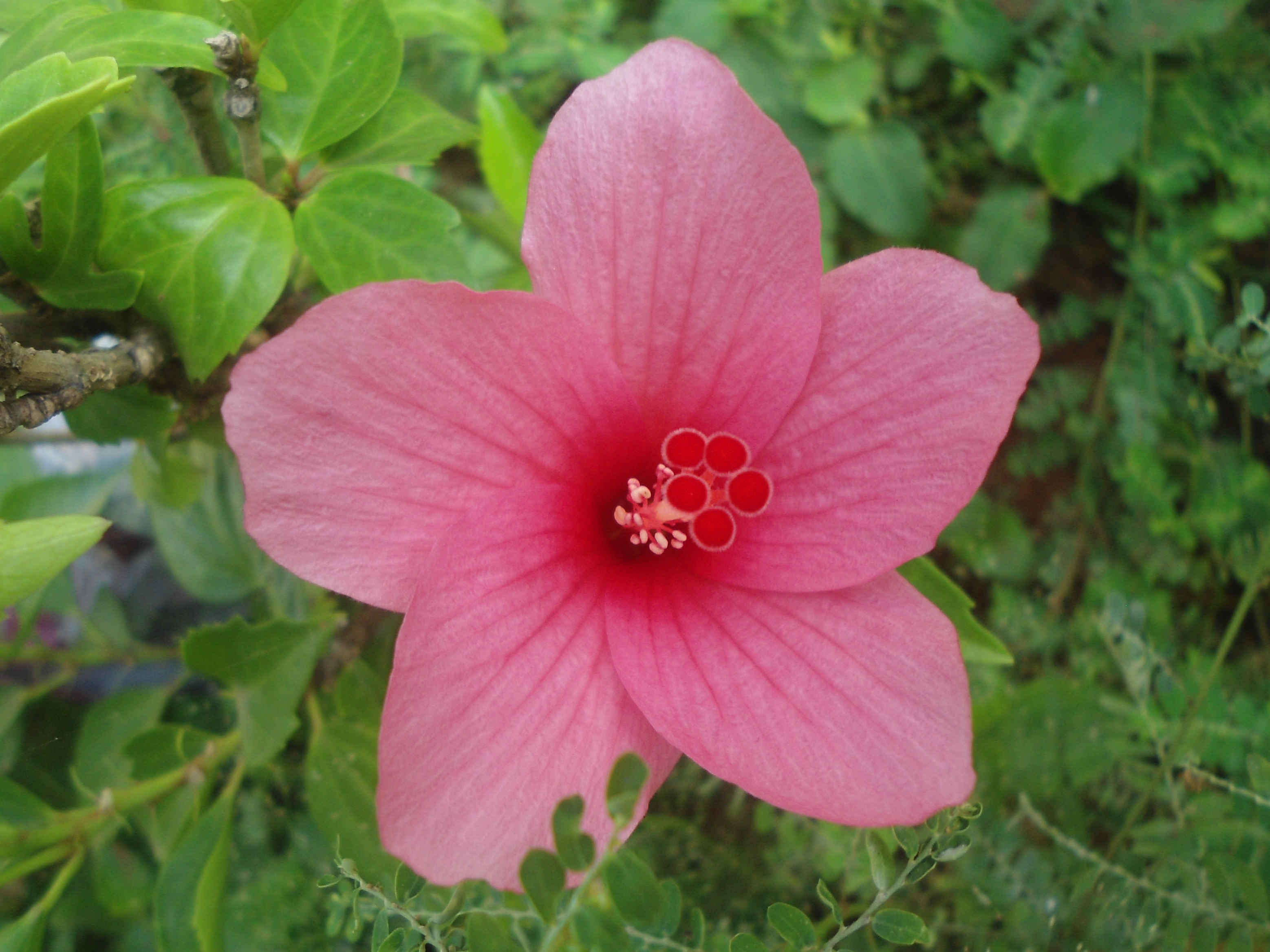
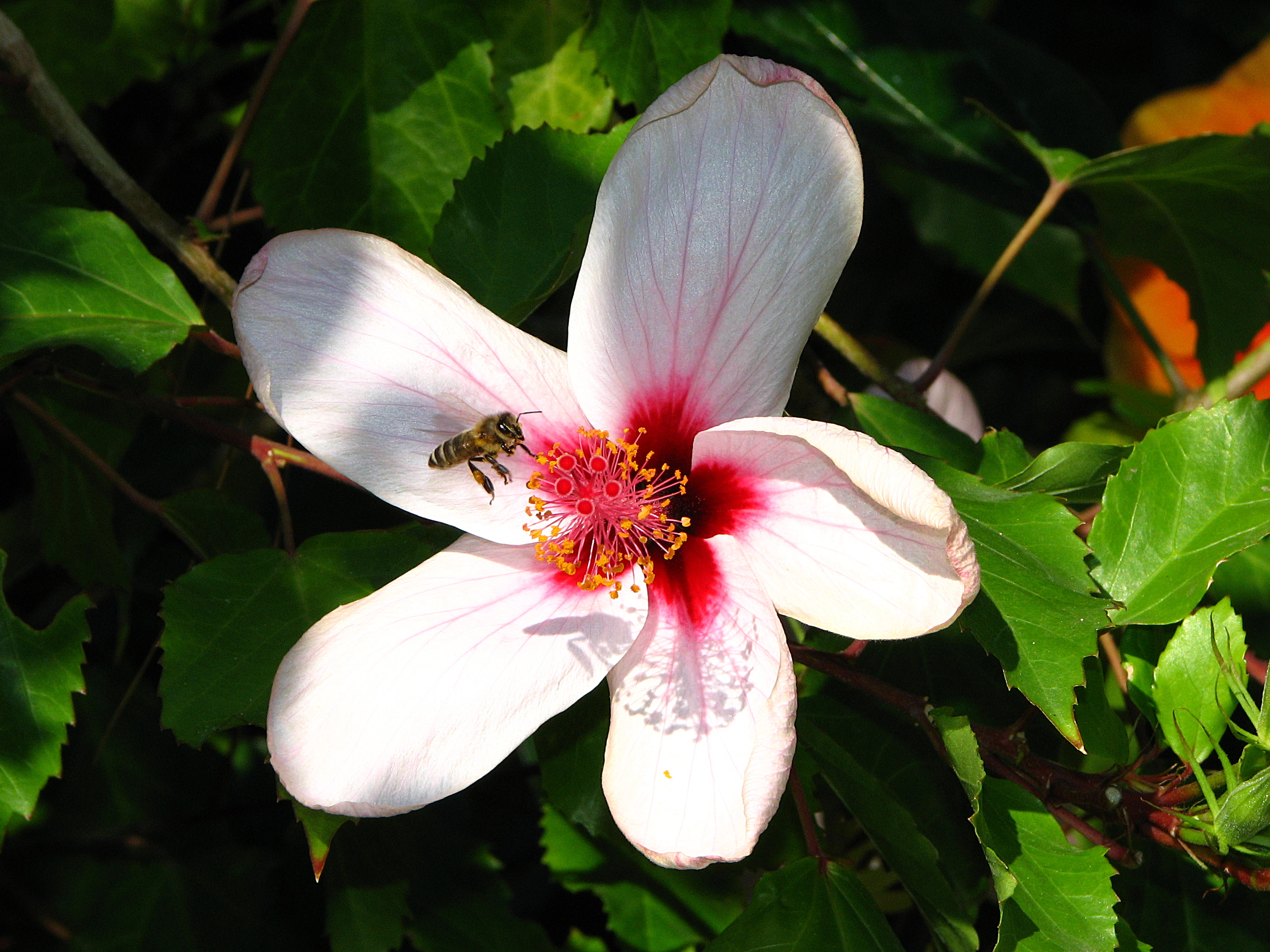
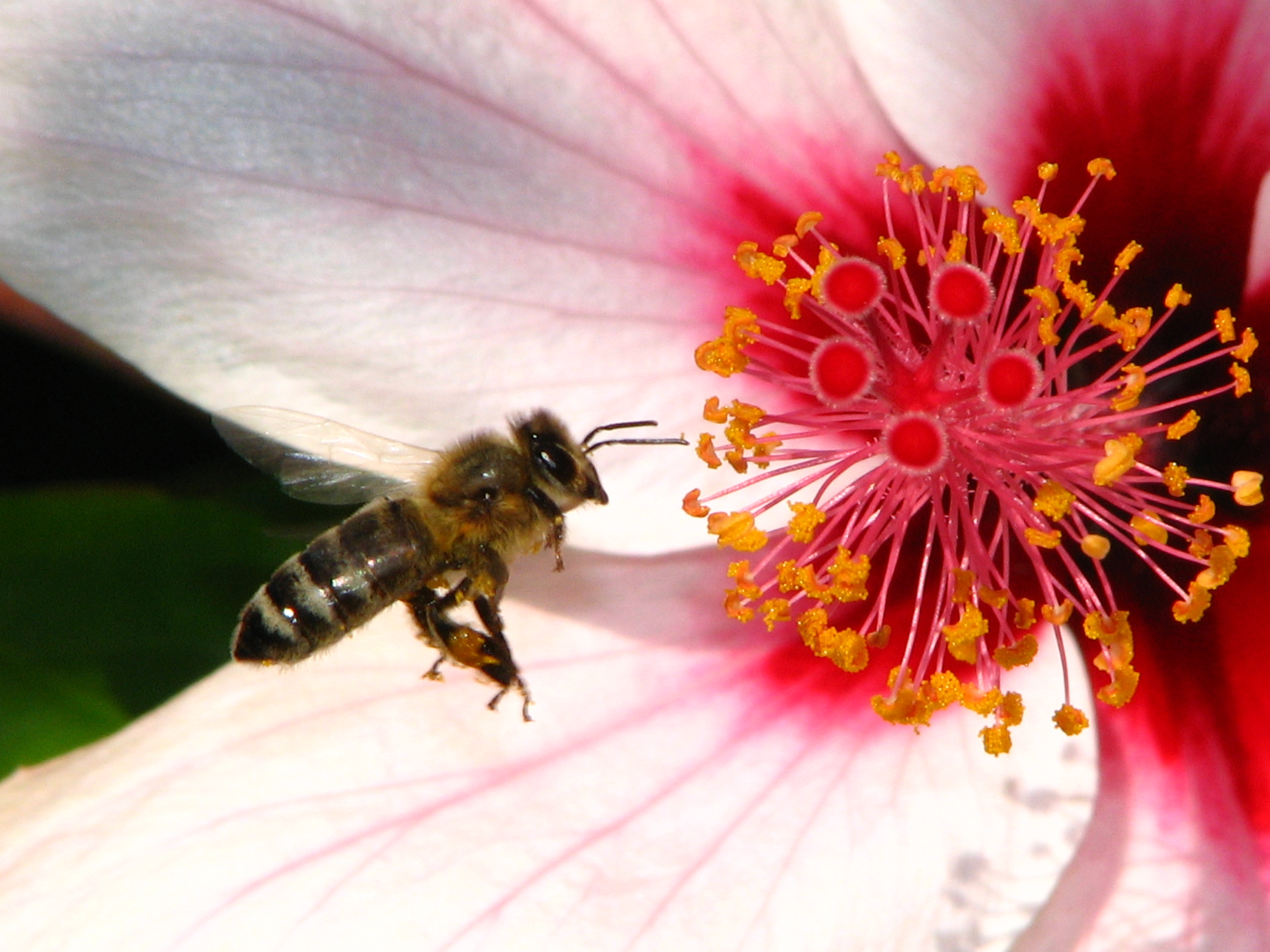